# Amédée Ozenfant

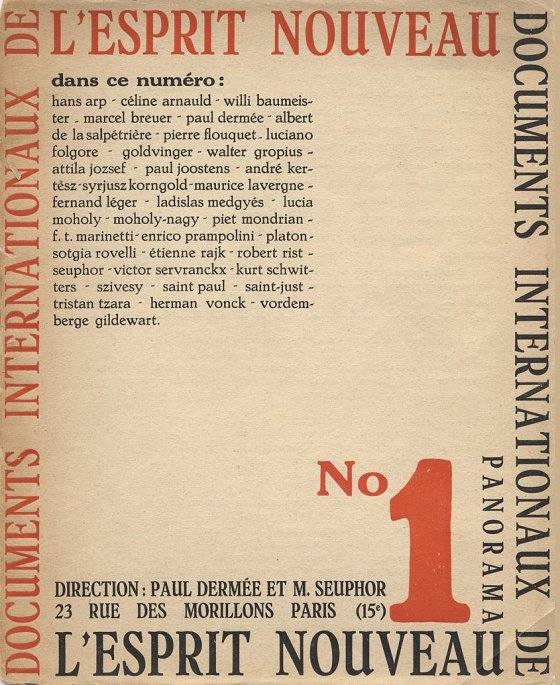
Coperta revistei editate de Dermée, Ozenfant și Le Corbusier, L'esprit nouveau (Noul spririt) – coperta primului număr — (1920 - 1925)

Amédée Ozenfant (n. 15 aprilie 1886, Saint-Quentin, Aisne, Franța – d. 4 mai 1966, Cannes, Provence-Côte d'Azur-Corse⁠(d), Franța, a fost un pictor și scriitor cubist francez. Împreună cu Charles-Edouard Jeanneret (cunoscut mai târziu sub numele de Le Corbusier) a fondat mișcarea puristă, la care, ulterior, a contribuit semnificativ și artistul plastic francez Fernand Léger.
Ozenfant și Le Corbusier au formulat o doctrină estetică născută dintr-o critică a cubismului, pe care au numit-o purism. Esența vizuală a purismului consta în reprezentarea obiectelor (și nu doar a acestora) ca forme elementare lipsite de detalii. Principalele concepte au fost prezentate în scurtul lor eseu-manifest Après le Cubisme (După cubism) publicat în 1918, fiind apoi lărgite și nuanțate.
Ulterior, între anii 1920 și 1925, cu importantul sprijin al criticului și istoricului de artă belgian Paul Dermée (care a devenit redactorul-șef al publicaței de artă), Le Corbusier și Ozenfant, au conceput, editat și publicat revista artistică L'Esprit nouveau, spațiul generos al acesteia fiind locul de colaborare artistică a numeroși artiști vizuali, istorici și critici de artă.

## Educație
Ozenfant s-a născut într-o familie burgheză, din clasa mijlocie, din Saint-Quentin, Aisne și a fost educat la colegiile dominicane din Saint-Sébastien. După ce și-a terminat educația, s-a întors la Saint-Quentin și a început să picteze în acuarelă și pasteluri.
În 1904 a urmat un curs de desen, condus de Jules-Alexandre Patrouillard Degrave, la Ecole Municipale de Dessin Quentin Delatour din Saint-Quentin. În 1905, a început să se formeze în arte decorative la Paris, unde profesorii săi au fost Maurice Pillard Verneuil și mai târziu Charles Cottet. Până în 1907 s-a înscris la Académie de La Palette, unde a studiat cu Jacques-Emile Blanche. Acolo, s-a împrietenit cu Roger de La Fresnaye și André Dunoyer de Segonzac, care erau colegii săi de curs. În 1908 a început să expună la Salon de la Société Nationale des Beaux-Arts, iar doi ani mai târziu a început să expună la Salon d'Automne.

## Colaborarea cu Le Corbusier și dezvoltarea purismului
Între 1909 și 1913 a călătorit în Rusia, Italia, Belgia și Olanda și a participat la prelegeri la Collège de France din Paris. În 1915, în colaborare cu Max Jacob și Guillaume Apollinaire, Ozenfant a fondat revista L'Elan, pe care a editat-o până în 1916, iar teoriile sale despre purism au început să se dezvolte.
Apoi, l-a întâlnit pe arhitectul și pictorul franco - elvețian Charles-Edouard Jeanneret (mult mai cunoscut ca Le Corbusier) în 1917 și au expus împreună doctrinele purismului în cartea lor Après le cubisme. Publicarea sa a coincis cu prima expoziție puristă, ținută la Galerie Thomas din Paris în 1917, în care Ozenfant a expus. A existat o nouă colaborare între ei la revista L'Esprit nouveau, care a fost publicată între 1920 și 1925.

## Opere ale lui Ozenfant prezente în colecții publice

### Franța
- Caen, la Musée des Beaux-Arts :
  - Grange blanche au bord de l'étang (Hambar alb lângă iaz), 1947, la depozitul Centre national des arts plastiques.
- Cannes, la Musée de la Castre :
  - Voiles, mâts cordages (Vele, catarge, frânghii), ulei pe pânză, Format:Dunité, S.B.G.[3].
- Grenoble, la Musée de Grenoble :
  - Bouteille, pipe et livres (Sticlă, pipă și cărți), ulei pe pânză, 1918, Format:Dunité.
- Paris, la Musée national d'Art moderne :
  - Vie biologique (Viață biologică), 1931 - 1938.
- Saint-Quentin, Musée Antoine-Lécuyer :
  - Après l’orage sur l’Hudson (După furtuna de pe Hudson),[4].
  - Vie (Viață), la depozitul Musée national d'Art moderne.